# ولنتاین فرانسوی
 ولنتاین فرانسوی، یک فارغ‌التحصیل از کالج ترینیتی دوبلین و پیشگویی از کلیسای جامع سنت فین بارز بود که یک کشیش انگلیکان ایرلندی قرن هفدهم بود او دین راس ایرلند از سال ۱۷۱۷ تا ۱۷۳۹ بود.
| عنوان مذهبی             | عنوان مذهبی               | عنوان مذهبی             |
| ----------------------- | ------------------------- | ----------------------- |
| تقدم توسط ریچارد گریفیث | دین راس، ایرلند 1717-1733 | موفق شد توسط جممت براون |